# Sepikea
Sepikea, monotipski biljni rod iz porodice gesnerijevki. Jedina vrsta je S. cylindrocarpa, endemski polugrm sa Nove Gvineje

## Etimologija
Rod je ime dobio po lokalitetu gdje je biljka pronađena: područje rijeke Sepik u Novoj Gvineji.

## Opis
Veliko kopneno bilje. Stabljika nerazgranata, okrugla. Listovi razmaknuti, nasuprotni (donekle anizofilni?), s kratkom peteljkom, lamina lancetasto-eliptična. Stabljika i listovi s mekim, gustim indumentumom od smeđe-žućkastih dlačica. Cime, s dugom peteljkom. Čašični listići srasli (c. do 1/2) tvore cilindrično-cjevastu čašku, režnjevi su jednaki. Vjenčić cjevasto-infundibuliforman, cijev c. 2x duga kao čaška. Dva plodna prašnika (prema izvornom opisu stražnji), niti umetnute u sredinu cijevi vjenčića. Nedostaju staminodi (?). Nektarij prstenast, plitko režnjevit. Jajnik cilindrično-koničan, stigma dvostruka. Plod kratkocilindričan, nerazvijen. Broj kromosoma: nepoznat.

## Napomene
Rod/vrsta je vrlo slabo poznat. Njegovo glavno razlikovno obilježje koje ga odvaja od Cyrtandre je stražnji plodni par prašnika, što bi, međutim, moglo biti pogrešno zapažanje (Burtt 1998a). 